# 錦織健
錦織 健（にしきおり けん、本名:にしこおり けん、1960年1月23日 - ）は、日本のテノール歌手である。島根県出雲市出身。国立音楽大学声楽科を卒業。田口興輔に師事。文化庁オペラ研修所修了。血液型はB型。身長178cm。

## 経歴
ポニーキャニオンよりメジャーデビュー、同社より音楽CDをリリースしている。オペラやコンサートで活躍している。その実績が認められて、第17回ジロー・オペラ新人賞、第4回グローバル東敦子賞、第1回五島記念文化賞新人賞、第6回モービル音楽賞洋楽部門奨励賞など数々の賞を受賞。
2000年、2003年に『NHK紅白歌合戦』に出場している。その他にもテレビやCM、ラジオにも積極的に出演し、その活動はオペラ歌手だけにとどまらない。二期会会員。

## 人物
- ファミ通PRESENTS PRESS START 2007 -SYMPHONY OF GAMES-の横浜会場にて、「ファイナルファンタジーXII インターナショナル ゾディアックジョブシステム」と「ファイナルファンタジータクティクス　獅子戦争」をやり込んでいる話をした[2]。
- プライベートでもガンダムやアニメやゲームが好きでラジオではガンダムネタも話し、またOPを担当したタイタニアについても熱く話していた[3][出典無効]。
- 学生時代から自然食を意識し、肉、魚の回数を減らしたうえに野菜を増やし、週に1度は「塩抜きデー」を作り、フルーツがメインとなっている。理由は塩分を取らず、ミネラル摂取し、むくみが引きやすい上に喉が開きやすくなり、ウォーミングの時間を短縮できるためであると語っている。普段はゲームとDVD観賞をメインにしているインドア派である[4]。

## ディスコグラフィー

### シングル
- 未完成協奏曲（コンチェルト）(TVアニメ『ハーメルンのバイオリン弾き』2期オープニングテーマ)

### アルバム
- 錦織健コレクション~ネッスンドルマ~
- 初恋
- 恋人をなぐさめて
- Le violette すみれ
- 故郷
- エストレリータ
- アニーローリー
- Sogno 夢
- 砂山〜山田耕筰 作品集
- 永遠に
- 秋の月
- 君と旅立とう ベスト・オブ・錦織健

## 参加作品

### 参加シングル
- ネッスンドルマ

### 参加アルバム
- コレクション~ヴォラーレ
- コレクション~星は光りぬ
- 行け!我が思いよ
- 三木稔:オペラ「ワカヒメ」
- ハーメルンのバイオリン弾き 魔曲全集 2
- ハーメルンのバイオリン弾き ドラマ全集 第2楽章
- NHK名曲アルバム8 名曲紀行/イタリア編~陽光溢れる地中海~
- ベートーヴェン:交響曲第9番（2000年）
- 今もなお愛されている唱歌・童謡
- 春の旅立ち
- NHK名曲アルバム21 特選名曲集~行進曲（威風堂々）
- ミュージック・オン・スクリーン
- 四季
- 香り豊かなひととき ~ザ・コレクション・オブ・ネスカフェCM~
- 劇場版金色のガッシュベル!! 101番目の魔物 オリジナルサウンドトラック
- ベートーヴェン:交響曲第9番（2006年）
- NHK名曲アルバム エッセンシャルシリーズ15 サンタ・ルチア イタリア(3)
- 決定盤!!「叙情歌・愛唱歌」ベスト

### マキシシングル
- 「あの宇宙（そら）を、征け」（NHK BS2のTVアニメ『TYTANIA-タイタニア-』のオープニングテーマ、2008年11月19日）

### TVゲーム
- 真説サムライスピリッツ 武士道烈伝 - 『KEN』と言う名義でエンディングテーマ「天空（そら）へ」を担当。
- リアルバウト餓狼伝説 - 上記と同じで挿入歌 「露命」を担当。
- 大乱闘スマッシュブラザーズX - ソプラノ歌手・高橋織子と共に「メインテーマ」「ファイアーエムブレムのテーマ」を担当[5][6]。
  - 大乱闘スマッシュブラザーズ for Wii U - 上記の「ファイアーエムブレムのテーマ」のみが続投。
  - 大乱闘スマッシュブラザーズ SPECIAL - 同上。

## メディア出演

### テレビ番組
- ゲームカタログ2（1997年11月6日、1998年1月28日、テレビ朝日、スタジオゲスト）
- 月曜ミステリー劇場 里見浩太朗芸能生活50周年特別企画「夜盗」（2005年10月、TBS） - 東出洋 役
- 将棋講座（2006年、NHK）
- 題名のない音楽会 - （2010年8月29日、テレビ朝日、マリオ・ドラクエ・FF〜大人気ゲーム音楽SPにゲスト出演[7]）
- クラシックTV （2021年6月10日「クイーンとクラシック～オペラの香りを添えて～」、NHK教育）

#### NHK紅白歌合戦出場歴
| 年度/放送回               | 回 | 曲目               | 出演順 | 対戦相手             | 備考                                 |
| ------------------------- | -- | ------------------ | ------ | -------------------- | ------------------------------------ |
| 2000年（平成12年）/第51回 | 初 | 荒城の月           | 24/28  | 由紀さおり・安田祥子 |                                      |
| 2003年（平成15年）/第54回 | 2  | 自由そして荒城の月 | 13/30  | （対戦相手なし）     | 女子十二楽坊と合同で組を超えて出演。 |

注意点
- 出演順は「出演順/出場者数」で表す。

### CM
- 日本香堂 青雲（2010年10月） - 青雲のうたを歌う。

### ラジオ
- DJクラシック〜錦織健のしゃべくりオペラハウス〜（2012年4月7日 - 2018年3月30日[8]、NHK-FM）[9][10]
- ひふみんと錦織健の対局クラシック（2019年8月8日・2020年1月1日・2020年8月15日・2021年1月1日・2022年1月1日、NHK-FM・NHKラジオ第1） - 将棋棋士の加藤一二三と共演
- ラジオ深夜便（2021年5月3日 - 2023年3月6日、NHKラジオ第1） - 「ミッドナイトトーク」コーナーレギュラー・隔月月曜第1週出演